# Eduard Krieger
Eduard Franz Krieger (født 16. december 1946 i Wien, Østrig, død 20. december 2019) var en østrigsk fodboldspiller (forsvarer/midtbane).
Krieger spillede på klubplan i hjemlandet hos Austria Wien og LASK Linz, i Belgien hos Club Brugge og i hollandske VVV-Venlo. Han blev østrigsk mester med Austria i 1970, mens han vandt tre belgiske mesterskaber i træk med Club Brugge, fra 1976 til 1978.
Krieger spillede desuden 25 kampe for det østrigske landshold. Han var en del af det østrigske hold til VM i 1978 i Argentina. Han spillede fem af holdets seks kampe i turneringen, hvor østrigerne blev slået ud i andet gruppespil.